# 2002–2006 közötti magyar országgyűlési képviselők listája
Az alábbi lista a 2002 és 2006 közötti országgyűlési ciklus képviselőit listázza frakcióhovatartozás szerint.

## Elnökség
Az Országgyűlés elnöke:
- Szili Katalin (MSZP)

Az Országgyűlés alelnökei:
- Mandur László (MSZP)
- Harrach Péter (Fidesz)
- Szájer József (Fidesz, 2004. január 31-éig)
- Deutsch Tamás (Fidesz, 2004. február 1-jétől)
- Wekler Ferenc (SZDSZ, 2004. szeptember 15-éig)
- Világosi Gábor (SZDSZ, 2004. szeptember 16-ától)
- Dávid Ibolya (MDF)

## Frakcióvezetők
- Lendvai Ildikó (MSZP)
- Áder János (Fidesz)
- Kuncze Gábor (SZDSZ)
- Balsai István (2002. november 17-éig), Herényi Károly (MDF)

## Képviselők

### MSZP
- Alföldi Albert (Országos lista), Zuschlag János helyére
- Arató Gergely (Budapesti lista)
- Avarkeszi Dezső (Budapest XXI. ker.)
- Baja Ferenc (Szabolcs-Szatmár-Bereg megyei lista)
- Bakonyi Tibor (Budapesti lista)
- Balogh József (Győr 3.)
- Balogh László (Bács-Kiskun megyei lista)
- Balogh Miklós (Zala megyei lista)
- Bán Imre (Budapesti lista), Hegyi Gyula helyére
- Baráth Etele (Budapest XIV. ker.)
- Boldvai László (Országos lista)
- Bóth János (Pest megyei lista)
- Botka Lajosné (Szolnok 1.)
- Botka László (Szeged 3.)
- Burány Sándor (Budapest XIX. ker.)
- Csabai Lászlóné (Nyíregyháza 2.)
- Csákabonyi Balázs (Országos lista)
- Csehák Judit (Országos lista), 2003-ban lemondott
- Csicsay Claudius Iván (Budapest X. ker.)
- Csige Tamás (Országos lista), Fazakas Szabolcs helyére
- Csiha Judit (Budapest XIV. ker.)
- Csizmár Gábor (Budapest IV. ker.)
- Csontos János (Hajdú-Bihar megyei lista)
- Czinege Imre (Pest megyei lista)
- Dávid Gyula (Országos lista)
- Demus Iván (Nógrád megyei lista), Urbán Árpád helyére
- Devánszkiné Molnár Katalin (Budapest XVII. ker.)
- Donáth László (Budapest III. ker.)
- Doszpot Péter (Országos lista), 2006-ban lemondott
- Ecsődi László (Gárdony)
- Élő Norbert (Budapesti lista), Kovács László helyére
- Érsek Zsolt (Hatvan)
- Faragó Péter (Sajószentpéter)
- Farkas Imre (Kunszentmárton)
- Fazakas Szabolcs (Országos lista), 2004-ben lemondott
- Fedor Vilmos (Miskolc 1.)
- Fetser János (Békés megyei lista)
- Filló Pál (Budapest VII. ker.)
- Fogarasiné Deák Valéria (Pest megyei lista)
- Földesi Zoltán (Békés megyei lista)
- Füle István (Szolnok 2.)
- Gál Zoltán (Monor)
- Gál J. Zoltán (Országos lista)
- Garai István Levente (Bács-Kiskun megyei lista), Tabajdi Csaba helyére
- Gazda László (Szabolcs-Szatmár-Bereg megyei lista)
- Gazdag János (Csongrád megyei lista)
- Géczi József Alajos (Csongrád megyei lista)
- Gedei József (Jászberény)
- Godó Lajos (Heves)
- Gőgös Zoltán (Veszprém megyei lista)
- Göndör István (Nagykanizsa)
- Gráf József (Baranya megyei lista)
- Gulyás László (Füzesabony)
- Gúr Nándor (Országos lista)
- Gurmai Zita (Országos lista), 2004-ben lemondott
- Gyárfás Ildikó (Kazincbarcika)
- Hagyó Miklós (Országos lista)
- Hajdu László (Budapest XV. ker.)
- Halmai Gáborné (Tolna megyei lista)
- Hárs Gábor (Budapest VIII. ker.)
- Havas Szófia (Országos lista), Csehák Judit helyére
- Hegyi Gyula (Budapesti lista), 2004-ben lemondott
- Herbály Imre (Kunhegyes)
- Herczog Edit (Fejér megyei lista), Szabó Gábor helyére, 2004-ben lemondott
- Hiller István (Budapest XX-XXIII. ker.)
- Horn Gyula (Országos lista)
- Horváth Csaba (Budapesti lista)
- Horváth Klára (Komárom-Esztergom megyei lista)
- Ipkovich György (Vas megyei lista), Pusztai Gyula helyére
- Iváncsik Imre (Országos lista)
- Jánosi György (Érd)
- Jauernik István (Jász-Nagykun-Szolnok megyei lista)
- Józsa István (Budapest XI. ker.)
- Juhász Ferenc (Országos lista)
- Juhász Gábor (Pásztó)
- Juhászné Lévai Katalin (Hajdú-Bihar megyei lista)
- Káli Sándor (Miskolc 3.)
- Kálmán András (Dunaújváros)
- Kapás Zsolt (Fejér megyei lista), Herczog Edit helyére
- Kapolyi László (Szabolcs-Szatmár-Bereg megyei lista)
- Karakas János (Országos lista)
- Kárpáti Zsuzsa (Országos lista)
- Karsai József (Mezőkovácsháza)
- Katona Béla (Budapest XVIII. ker.)
- Kékes Ferenc (Pécs 1.)
- Kékesi Tibor (Budapest VI. ker.)
- Keleti György (Kisbér)
- Keller László (Budaörs)
- Kis Péter László (Jász-Nagykun-Szolnok megyei lista)
- Kiss Péter (Budapest IV-XV. ker.)
- Kocsi László (Baranya megyei lista)
- Kolber István (Somogy megyei lista)
- Korózs Lajos (Heves megyei lista)
- Kósa Ferenc (Budapesti lista)
- Kósáné Kovács Magda (Országos lista), 2004-ben lemondott
- Kovács László (Komárom-Esztergom megyei lista)
- Kovács László (Budapesti lista), 2004-ben lemondott
- Kovács Tibor (Tiszaújváros)
- Kozma József (Csongrád megyei lista)
- Kökény Mihály (Budapest IX. ker.)
- Kránitz László (Győr-Moson-Sopron megyei lista)
- Laboda Gábor (Pest megyei lista)
- Lamperth Mónika (Kaposvár 1.)
- Lénárt László (Budapesti lista)
- Lendvai Ildikó (Budapest XXII. ker.)
- Magda Sándor (Gyöngyös)
- Mandur László (Budapesti lista)
- Márfai Péter (Bács-Kiskun megyei lista)
- Medgyessy Péter (Országos lista)
- Mester László (Budapest XVIII. ker.)
- Mesterházy Attila (Országos lista), Kósáné Kovács Magda helyére
- Molnár Albert (Fejér megyei lista)
- Molnár Gyula (Budapest XI. ker.)
- Molnár József (Borsod-Abaúj-Zemplén megyei lista)
- Molnár László (Békéscsaba)
- Nagy Imre (Eger)
- Nagy Jenő (Veszprém megyei lista)
- Nagy Nóra (Borsod-Abaúj-Zemplén megyei lista)
- Nagy Sándor (Hajdú-Bihar megyei lista)
- Németh Erika (Komárom-Esztergom megyei lista)
- Németh Erzsébet, Gy. (Budapesti lista)
- Németh Imre (Országos lista)
- Nyakó István (Országos lista)
- Nyul István (Baranya megyei lista)
- Orosz Sándor (Budapest III. ker.)
- Pál Béla (Veszprém 2.)
- Pál Tibor (Budapest IX. ker.)
- Papp József (Országos lista)
- Pásztohy András (Somogy megyei lista)
- Páva Zoltán (Komló)
- Podolák György (Budapest XXI. ker.)
- Puch László (Országos lista)
- Puszta Béla (Salgótarján)
- Pusztai Gyula (Vas megyei lista), 2005-ben elhunyt
- Rózsa Endre (Mezőtúr)
- Schvarcz Tibor (Tatabánya)
- Serfőző András (Nógrád megyei lista)
- Simon Gábor (Miskolc 2.)
- Simon Gábor (Budapesti lista)
- Soós Győző (Borsod-Abaúj-Zemplén megyei lista)
- Sós Tamás (Pétervására)
- Steiner Pál (Budapesti lista)
- Stipkovits Pál (Győr-Moson-Sopron megyei lista)
- Suchman Tamás (Országos lista)
- Szabados Ákos (Budapesti lista)
- Szabados Tamás (Fejér megyei lista)
- Szabó Gábor (Fejér megyei lista), 2002-ben lemondott
- Szabó György (Szerencs)
- Szabó Gyula (Heves megyei lista)
- Szabó Imre (Pest megyei lista)
- Szabó József (Tolna megyei lista)
- Szabó Lajos (Országos lista)
- Szabó Vilmos (Budapesti lista)
- Szabó Zoltán (Budapest VII-VIII. ker.)
- Szanyi Tibor (Budapest XIII. ker.)
- Szekeres Imre (Jász-Nagykun-Szolnok megyei lista)
- Szili Katalin (Pécs 2.)
- Szitka Péter (Borsod-Abaúj-Zemplén megyei lista)
- Szűcs Erika (Országos lista), Gurmai Zita helyére
- Tabajdi Csaba (Bács-Kiskun megyei lista), 2004-ben lemondott
- Tatai-Tóth András (Tata)
- Teleki László (Országos lista)
- Tittmann János (Esztergom)
- Tóbiás József (Országos lista)
- Toller László (Pécs 3.)
- Tompa Sándor (Miskolc 4.)
- Tóth András (Dunakeszi)
- Tóth Gyula (Dombóvár)
- Tóth István (Ózd)
- Tóth József (Budapest XIII. ker.)
- Tóth Károly (Békés megyei lista)
- Tóth Sándor (Országos lista)
- Török Zsolt (Heves megyei lista)
- Ujhelyi István (Szeged 1.)
- Urbán Árpád (Nógrád megyei lista), 2005-ben elhunyt
- Vadai Ágnes (Országos lista)
- Vadász István (Borsod-Abaúj-Zemplén megyei lista)
- Varga László (Zala megyei lista)
- Vargáné Kerékgyártó Ildikó (Borsod-Abaúj-Zemplén megyei lista)
- Vári Gyula (Országos lista)
- Varju László (Pest megyei lista)
- Vastagh Pál (Orosháza)
- Veres János (Szabolcs-Szatmár-Bereg megyei lista)
- Vidorné Szabó Györgyi (Budapest XVI. ker.)
- Vitányi Iván (Budapesti lista)
- Vojnik Mária (Nyíregyháza 1.)
- Warvasovszky Tihamér (Székesfehérvár 1.)
- Wiener György (Országos lista)
- Zatykó János (Komárom)
- Zuschlag János (Országos lista), 2004-ben lemondott

### Fidesz
- Áder János (Csorna)
- Ágota Gábor (Győr-Moson-Sopron megyei lista)
- Arnóth Sándor (Püspökladány)
- Babák Mihály (Békés megyei lista)
- Bagó Zoltán (Országos lista)
- Balla György (Jász-Nagykun-Szolnok megyei lista)
- Balla Mihály (Balassagyarmat)
- Balogh József (Kunszentmiklós)
- Balsai István (Budapest II. ker., 2004-ig MDF, 2005-ig független)
- Balsay István (Fejér megyei lista)
- Bánki Erik (Baranya megyei lista)
- Bartha László (Csongrád megyei lista)
- Básthy Tamás (Kőszeg)
- Bebes István (Vas megyei lista)
- Becsó Zsolt (Nógrád megyei lista)
- Bernáth Ildikó (Veszprém megyei lista)
- Birkás Tivadar (Győr-Moson-Sopron megyei lista)
- Bóka István (Balatonfüred)
- Borkó Károly (Kisvárda)
- Braun Márton (Szekszárd)
- Búsi Lajos (Jász-Nagykun-Szolnok megyei lista)
- Cseresnyés Péter (Zala megyei lista)
- Cserna Gábor (Fejér megyei lista)
- Czerván György (Nagykáta)
- Czira Szabolcs (Nagykőrös)
- Dancsó József (Békés megyei lista)
- Deák András (Országos lista), Isépy Tamás helyére
- Demeter Ervin (Országos lista)
- Deutsch Tamás (Budapesti lista)
- Dobó László (Bács-Kiskun megyei lista)
- Domokos László (Szarvas)
- Dorkota Lajos (Fejér megyei lista)
- Endre Sándor (Kiskunfélegyháza)
- Erdész Zoltán (Pest megyei lista)
- Erdős Norbert (Békés)
- Farkas Flórián (Országos lista)
- Farkas Sándor (Szentes)
- Fehérvári Tamás (Tolna megyei lista)
- Fenyvesi Máté (Bácsalmás)
- Firtl Mátyás (Sopron), Szájer József helyére
- Fónagy János (Borsod-Abaúj-Zemplén megyei lista)
- Font Sándor (Kiskőrös)
- Frajna Imre (Pilisvörösvár)
- Fülöp István (Mátészalka, 2004-ig MDF, 2005-ig független)
- Garamvölgyi György (Zala megyei lista), Szalai Annamária helyére
- Glattfelder Béla (Budapesti lista), 2004-ben lemondott
- Gógl Árpád (Székesfehérvár 2.)
- Gruber Attila (Siófok)
- Gyapay Zoltán (Várpalota)
- Gyimesi Endre (Zalaegerszeg)
- Gyürk András (Országos lista), 2004-ben lemondott
- Hadházy Sándor (Szentendre)
- Halász János (Debrecen 2.)
- Hargitai János (Mohács)
- Harrach Péter (Szob)
- Hende Csaba (Országos lista, 2004-ig MDF és független)
- Homa János (Heves megyei lista)
- Horváth János (Országos lista)
- Horváth László (Heves megyei lista)
- Horváth Zsolt (Kecskemét 2.)
- Horváthné Stukics Erzsébet (Vas megyei lista)
- Hörcsik Richárd (Sátoraljaújhely)
- Illés Zoltán (Budapesti lista)
- Imre Zsolt (Vác)
- Isépy Tamás (Országos lista), 2004-ben elhunyt
- Ivanics Ferenc (Kapuvár)
- Ivanics István (Bács-Kiskun megyei lista)
- Járvás István (Jászapáti)
- Juhos Katalin (Országos lista), Várhegyi Attila helyére
- Karakó László (Tiszavasvári)
- Kékkői Zoltán (Siklós)
- Kelemen András (Bicske, 2004-ig MDF, 2005-ig független)
- Kerényi János (Bács-Kiskun megyei lista)
- Kiss Attila (Hajdú-Bihar megyei lista)
- Kocsis Róbert (Hajdú-Bihar megyei lista)
- Koltai Tamás (Tolna megyei lista)
- Koncz Ferenc (Országos lista), Gyürk András helyére
- Kontrát Károly (Veszprém megyei lista)
- Kósa Lajos (Debrecen 3.)
- Kosztolányi Dénes (Budapesti lista)
- Kovács Ferenc (Sárvár)
- Kovács Zoltán (Pápa)
- Kozma Péter (Szabolcs-Szatmár-Bereg megyei lista)
- Kövér László (Országos lista)
- Kuzma László (Nagyatád)
- Lasztovicza Jenő (Tapolca)
- Latorcai János (Komárom-Esztergom megyei lista)
- Láyer József (Hajdúhadház)
- Lázár János (Hódmezővásárhely)
- Lázár Mózes (Komárom-Esztergom megyei lista)
- Lenártek András (Borsod-Abaúj-Zemplén megyei lista)
- Lengyel János (Fehérgyarmat)
- Lengyel Zoltán (Sárbogárd)
- Lukács Mihály (Országos lista)
- Mádi László (Szabolcs-Szatmár-Bereg megyei lista)
- Manninger Jenő (Keszthely)
- Márton Attila (Hajdúszoboszló)
- Martonosi György (Makó)
- Mátrai Márta (Somogy megyei lista)
- Mikes Éva (Baranya megyei lista)
- Molnár Oszkár (Edelény)
- Móring József Attila (Somogy megyei lista), Szita Károly helyére
- Nagy Andor (Szécsény), Surján László helyére
- Nagy Gábor Tamás (Budapest I-II. ker.)
- Nagy Kálmán (Zala megyei lista)
- Németh Szilárd (Budapesti lista), Őry Csaba helyére
- Németh Zsolt (Budapesti lista)
- Nógrádi László (Lenti)
- Nógrádi Zoltán (Csongrád megyei lista)
- Nyitrai Zsolt (Országos lista)
- Nyitray András (Kecskemét 1.)
- Ódor Ferenc (Encs)
- Orbán Viktor (Országos lista)
- Őry Csaba (Budapesti lista), 2004-ben lemondott
- Pálfi István (Hajdú-Bihar megyei lista), 2004-ben lemondott
- Pánczél Károly (Ráckeve)
- Pap János (Mosonmagyaróvár)
- Papcsák Ferenc (Baktalórántháza)
- Parragh Dénes (Szabolcs-Szatmár-Bereg megyei lista)
- Pichler Imre (Szigetvár, 2004-ig MDF, 05-ig független)
- Pogácsás Tibor (Pest megyei lista)
- Pokorni Zoltán (Budapest XII. ker.)
- Pósán László (Debrecen 1.)
- Potápi Árpád (Bonyhád)
- Rácz Róbert (Hajdú-Bihar megyei lista)
- Rákos Tibor (Csongrád megyei lista)
- Répássy Róbert (Borsod-Abaúj-Zemplén megyei lista)
- Révész Máriusz (Országos lista)
- Rockenbauer Zoltán (Budapesti lista)
- Rogán Antal (Budapesti lista)
- Rubovszky György (Országos lista), Varga László helyére
- Sági József (Szombathely 2.)
- Salamon László (Pest megyei lista)
- Schmidt Ferenc (Mór)
- Selmeczi Gabriella (Pest megyei lista)
- Semjén Zsolt (Országos lista)
- Simicskó István (Budapesti lista)
- Simon Miklós (Nyírbátor)
- Soltész Miklós (Országos lista)
- Steinerné Vasvári Éva (Borsod-Abaúj-Zemplén megyei lista)
- Stolár Mihály (Veszprém megyei lista)
- Surján László (Szécsény), 2004-ben lemondott
- Sümeghy Csaba (Országos lista)
- Szabó Erika (Kiskunhalas)
- Szabó Ferenc (Pest megyei lista)
- Szabó István (Szabolcs-Szatmár-Bereg megyei lista)
- Szabó József Andor (Kaposvár 2.)
- Szájer József (Sopron), 2004-ben lemondott
- Szakács Imre (Győr 2.)
- Szalai Annamária (Zala megyei lista), 2004-ben lemondott
- Szalay Ferenc (Jász-Nagykun-Szolnok megyei lista)
- Szászfalvi László (Marcali, 2004-ig MDF, 2005-ig független)
- Szentgyörgyvölgyi Péter (Országos lista)
- Szijjártó Péter (Győr-Moson-Sopron megyei lista)
- Szita Károly (Somogy megyei lista), 2002-ben lemondott
- Szűcs Lajos (Dabas)
- Tállai András (Mezőkövesd)
- Tasó László (Hajdú-Bihar megyei lista), Pálfi István helyére
- Tiba István (Balmazújváros)
- Tirts Tamás (Budapesti lista)
- Tóth András (Nagykálló)
- Tóth Ferenc (Paks)
- Tóth Gábor (Aszód)
- Tóth Imre (Gyula)
- Tóth István (Kalocsa)
- Tölgyessy Péter (Országos lista)
- Turi-Kovács Béla (Országos lista)
- Varga József (Országos lista)
- Varga László (Országos lista), 2003-ban elhunyt
- Varga Mihály (Karcag)
- Várhegyi Attila (Országos lista), 2002-ben lemondott
- Végh László (Békés megyei lista)
- Vidoven Árpád (Pest megyei lista)
- Vígh Ilona (Szeghalom)
- Vincze László (Csongrád)
- Vitányi István (Berettyóújfalu)
- Weszelovszky Zoltán (Országos lista)
- Wintermantel Zsolt (Budapesti lista), Glattfelder Béla helyére
- Zsigó Róbert (Baja)

### SZDSZ
- Béki Gabriella (Országos lista)
- Bőhm András (Budapesti lista)
- Demszky Gábor (Budapesti lista), 2002-ben lemondott
- Eörsi Mátyás (Országos lista)
- Fodor Gábor (Országos lista)
- Gulyás József (Országos lista)
- Gusztos Péter (Országos lista)
- Hankó Faragó Miklós (Szombathely 1.)
- Horn Gábor (Országos lista)
- Jüttner Csaba (Országos lista), Szent-Iványi István helyére
- Kis Zoltán (Országos lista)
- Kóródi Mária (Pest megyei lista)
- Kovács Kálmán (Országos lista)
- Kuncze Gábor (Szigetszentmiklós)
- Magyar Bálint (Budapesti lista)
- Mécs Imre (Budapesti lista), Demszky Gábor helyére
- Mézes Éva (Országos lista), Zwack Péter helyére
- Pető Iván (Budapest V-VII. ker.)
- Szalay Gábor (Országos lista)
- Szent-Iványi István (Országos lista), 2004-ben lemondott
- Világosi Gábor (Országos lista)
- Wekler Ferenc (Országos lista)
- Zwack Péter (Országos lista), 2002-ben lemondott

### MDF
A Fidesszel közösen indultak, de külön frakciót alapítottak, 2004-ben rövid időre feloszlott.
- Csáky András (Cegléd)
- Csapody Miklós (Budapest XI. ker.)
- Dávid Ibolya (Tamási)
- Gémesi György (Gödöllő)
- Gyimesi József (Vas megyei lista, 2005-ig Fidesz, 06-ig független)
- Herényi Károly (Balatonboglár)
- Karsai Péter (Bács-Kiskun megyei lista)
- Pettkó András (Országos lista)
- Sisák Imre János (Nógrád megyei lista)

### Függetlenek
- Balogh Gyula (Vásárosnamény, 2003-ig Fidesz)
- Balogh László (Szeged 2., 2004-ig MDF)
- Boros Imre (Zalaszentgrót, 2002-ig MDF)
- Csampa Zsolt (Országos lista, 2004-ig MDF)
- Ékes József (Ajka, 2004-ig MDF)
- Horváth Balázs (Veszprém 1., 2004-ig MDF)
- Körömi Attila (Baranya megyei lista, 2004-ig Fidesz)
- Lezsák Sándor (Tiszakécske, 2004-ig MDF)
- Medgyasszay László (Győr 1., 2004-ig MDF)
- Németh Zsolt, V. (Körmend, 2004-ig MDF)
- Püski András (Hajdúböszörmény, 2004-ig MDF)